# مؤسسة وارث الدولية لعلاج الاورام
مؤسسة وارث الدولية هي مؤسسة طبية تأسست في سنة 2021 في العراق وتقع في محافظة كربلاء، تسعى لتقديم خدمات طبية تعتمد على بروتوكولات عالمية لمعالجة كافة انواع السرطان على يد كوادر طبية تمتلك خبرة سنين من داخل وخارج العراق.
كانت الفكرة من تشييد هذه المؤسسة مساعدة محدودي الدخل على محاربة مرض السرطان، حيث ان تكلفة العلاج داخل المؤسسة يختلف حسب الحالة والعمر فهنالك العلاجات الغير ربحية وتشمل كلفة التشغيل فقط، اما الاطفال من عمر 15 وما دون فيتم تقديم العلاج بشكل مجاني لهم.

## الدعم
انطلقت مؤسسة وارث الدولية لعلاج الأورام برعاية العتبة الحسينية والمتولي الشرعي لها الشيخ عبد المهدي الكربلائي تحت مظلة هيئة الصحة والتعليم الطبي، في البداية تم تمويل المؤسسة بمبلغ 120 مليون دولار من قبل العتبة الحسينية، استمرت مساعدات العتبة الحسينية في دعم الأطفال والمرضى المحتاجين لمدة سنتين بمبالغ تجاوزت 20 مليار دينار عراقي، الدعم المادي من العتبة الحسينية للمؤسسة مستمر الى الان.
في سنة 2022 تم اتخاذ القرار بتوسعة المؤسسة في داخل محافظة كربلاء، حيث بلغت التكلفة 200 مليون دولار تم تقديمها من العتبة الحسينية.وايضا يوجد العديد من الأشخاص يدعمون المؤسسة من خلال تبرعاتهم، أو تكفلهم بعلاج احدى المرضى.

## مواصفات المؤسسة
تقع مؤسسة وارث الدولية لعلاج الأورام في محافظة كربلاء، تبلغ مساحتها 30 ألف متر مربع، وتتكون من اربع مباني رئيسية، خصص المبنى الأول لكافة أقسام المستشفى التشخيصية والعلاجية حيث تبلغ الطاقة الاستيعابية للمشروع 126 سريرا.
و المبنى الثاني هو مركز للعلاج بالنظائر المشعة والذي يحوي على غرف لعزل المرضى أثناء علاجهم بالمواد المشعة، وتم تصميمه بشكل فريد من نوعه على شكل غرف فندقية ليراعي الجانب النفسي للمريض.
أما المبنيين الثالث والرابع تم تخصيصهم لسكن الأطباء والممرضين إضافة إلى الأجنحة الإدارية.

## أقسام المستشفى
- قسم الأشعة
- قسم الاشعة الداخلية
- قسم الطب النووي
- قسم العلاج الإشعاعي
- قسم العلاج بالنظائر المشعة
- قسم العلاج الكيمياوي
- قسم المختبر
- قسم الصيدلة والمزج الكيمياوي
- قسم الجراحة
- قسم أورام الأطفال

## اتفاقيات وشراكات دولية
- تعتبر مؤسسة وارث هي أول مستشفى عراقية تمتلك عضوية في الاتحاد الدولي للمستشفيات (IHF).
- مذكرات تفاهم دولية بين المؤسسة وعدد من السفارات والمنظمات الدولية منها (منظمة الصحة العالمية، السفارة اليابانية، والكورية، والهولندية، والالمانية، والصينية، وغيرها)